# Спартакіада державних службовців
Спартакіада державних службовців — щорічні змагання державних службовців (прирівняних до них осіб) апаратів міністерств та інших центральних органів виконавчої влади (прирівняних до них органів) (далі — спартакіада).

## Суть та регламент Спартакіади
Основними завданнями спартакіади є впровадження фізичної культури у повсякденне життя державних службовців, активізація фізкультурно-оздоровчої та спортивно-масової роботи в міністерствах та інших центральних органах виконавчої влади, популяризація рухової активності, її широке використання у загартуванні, оздоровленні, профілактиці захворювань, пропаганді здорового способу життя.
У різний час Положення про проведення спартакіади затверджували чиновники різного рівня.
У 2007 році Положення про проведення XI Спартакіади працівників апарату центральних органів виконавчої влади у 2007 році, затверджене Віце-прем'єр-міністром України Табачником Д. В. 27 березня 2007 року
У 2011-2012 роках спартакіади проводились відповідно до положень, які складались на кожен відповідний рік із зазначенням видів спорту та графіку проведення, а саме:
- Положення про проведення XVI Спартакіади працівників апарату центральних органів виконавчої влади у 2011 році[3];
- Положення про проведення XV Спартакіади працівників апарату центральних органів виконавчої влади у 2012 році[4]

Відповідно до розпорядження Кабінету Міністрів України «Про підготовку та проведення фізкультурно-спортивних заходів серед державних службовців» від 27 червня 2012 р. № 434 [Архівовано 3 жовтня 2019 у Wayback Machine.] передбачено щорічне проведення спартакіади серед працівників міністерств та інших центральних органів виконавчої влади, організацію якої покладено на Міністерство молоді та спорту України.
У 2013 році затверджено Положення про проведення Спартакіади серед працівників міністерств та інших центральних органів виконавчої влади (наказ Міністерства молоді та спорту України від 18 червня 2013 року № 20, зареєстрований в Міністерстві юстиції України 9 липня 2013 року за № 1148/23680 [Архівовано 1 жовтня 2019 у Wayback Machine.] (далі — Положення)). Це положення визначає шорічне проведення змагань на противагу попереднім положенням, що діяли лише на один рік.
Положенням визначено, що спартакіада проводиться щороку протягом квітня-листопада в ІІ етапи: І етап — масові змагання у міністерствах та інших центральних органах виконавчої влади (квітень-листопад), що проводяться згідно з положеннями, які затверджуються організаціями, що їх проводять;
ІІ етап — фінальні змагання, що проводилися протягом квітня-листопада за результатами І етапу.
Відповідно до Положення у 2011-2013 роках та 2015 році переможці спартакіади після змагань розподілялися на три групи: група «А» (команди «силових» структур), група «Б» (міністерства) і група «С» (команди центральних органів виконавчої влади) та визначалися в особистому, командному з видів спорту та загальнокомандному заліку. Команда-переможець в окремих видах спорту визначається за найменшою сумою місць команд, які брали участь у змаганнях. Команді, яка посіла I місце, нараховується 1 очко, II — 2, III — 3 і так далі. Загальнокомандне місце за підсумками Спартакіади визначається за найменшою сумою очок, які набрали команди груп «А», «Б» і «С».
Після внесення у 2016 році змін до Положення (наказ Міністерству молоді та спорту України 13.06.2016  № 2362 [Архівовано 3 жовтня 2019 у Wayback Machine.]) спосіб визначення переможців змагань змінився. Команди одразу поділялись на три групи: «А» (команди силових структур, до яких належать центральні органи виконавчої влади, яким підпорядковуються Збройні Сили України та інші військові формування, утворені відповідно до законів України, правоохоронні органи, рятувальні та інші спеціальні служби), «В» (команди міністерств) і «С» (команди інших центральних органів виконавчої влади). Переможці визначаються в особистому та командному заліках з видів спорту згідно з правилами змагань з виду спорту, а також загальнокомандному заліку в кожній групі.
Також Положенням передбачено штрафні бали за неучасть у всіх видах спорту. У разі неучасті команди міністерства, іншого центрального органу виконавчої влади в одному з видів спорту програми Спартакіади команді зараховуються штрафні очки (кількість команд групи, які брали участь у змаганнях Спартакіади, плюс одне очко)."
У 2019 році розпорядженням Кабінету Міністрів України «Про підготовку та проведення фізкультурно-спортивних заходів серед державних службовців та посадових осіб місцевого самоврядування» від 8 травня 2019 року № 305 [Архівовано 1 жовтня 2019 у Wayback Machine.] розширено перелік органів та осіб, які можуть брати участь у спартакіаді.
Так розпорядженням передбачено, що:
- у спартакіаді можуть брати участь державні службовці та працівники патронатних служб Адміністрації Президента України, Апарату Верховної Ради України, Секретаріату Кабінету Міністрів України за умови їх ініціативи та згоди;
- у спартакіадах можуть брати участь працівники патронатних служб державних органів, посади яких передбачені штатним розписом та які працюють за трудовим договором на платній основі.

Відповідні зміни відображені в новому Положенні про спартакіаду серед державних службовців міністерств та інших центральних органів виконавчої влади, затвердженому наказом Міністерства молоді та спорту України від 03 липня 2019 року № 3391, зареєстровано в Міністерстві юстиції України 25 липня 2019 року за № 821/33792. Також новим положенням визначено, що у разі якщо збірна команда відповідної установи представлена менш як у трьох видах спорту, вона виступає поза конкурсом (тобто результат не зараховується в командний та загальнокомандний залік).
Офіційне відкриття спартакіади проводиться у вересні відповідного року у м. Києві, проте окремі ігри такі як (риболовний спорт, міні-гольф та городковий спорт) проводяться до відкриття спартакіади.
Не плутати з Всеукраїнською спартакіадою серед регіональних збірних команд державних службовців та посадових осіб місцевого самоврядування.

## VIII спартакіада (2004 рік)
Спартакіада проводилася Держкомспортом України за доручення Кабінету Міністрів України. Програма спартакіади складала 18 видів спорту (10 обов'язкових та 4 за вибором із восьми запропонованих). Протягом року відбулися командні змагання з шахів, більярдного спорту, легкоатлетичного кросу, бадмінтону, настільного тенісу та міні-гольфу, з пляжного волейболу, плавання, стрільби кульової, баскетболу, боулінгу, тенісу, міні-футболу, перетягування канату та з гирьового спорту.

## XI спартакіада (2007 рік)
Змагання проходили з вересня по грудень 2007 року. Участь у них брали 1400 осіб з 38 міністерств і відомств.

## XII спартакіада (2008 рік)
Змагання проходили з вересня по грудень 2008 року. Загалом у стартах змагалося 39 команд міністерств, державних комітетів та інших центральних органів виконавчої влади. Змагання проходили з 14 видів спорту: обов'язкових (кульова стрільба, легкоатлетичний крос, плавання, волейбол, міні-футбол, настільний теніс, шахи) та за вибором (бадмінтон, теніс, городковий спорт, міні-гольф, боулінг та більярд).

### Загальний залік
| Назва групи                                                    | I місце                                                 | II місце                      | III місце                     |
| -------------------------------------------------------------- | ------------------------------------------------------- | ----------------------------- | ----------------------------- |
| група «А» (команди «силових» структур)                         |                                                         |                               |                               |
| група «В» (команди міністерств)                                |                                                         |                               |                               |
| група «С» (команди інших центральних органів виконавчої влади) | Державна комісія з регулювання ринків фінансових послуг | Державна митна служба України | Фонд державного майна України |

### Змагання
| Вид спорту           | Кількість учасників (команд) | I місце                                                | II місце                                                                      | III місце                                                           |
| -------------------- | ---------------------------- | ------------------------------------------------------ | ----------------------------------------------------------------------------- | ------------------------------------------------------------------- |
| Настільний теніс     |                              | Міністерство вугільної промисловості України           | Міністерство України у справах сім'ї, молоді та спорту (Мінсім'ямолодьспорту) | Державна податкова адміністрація України                            |
| Бадмінтон            |                              | Міністерство вугільної промисловості України           | Міністерство України у справах сім'ї, молоді та спорту                        | Державний комітет статистики України                                |
| Плавання             |                              | Міністерство внутрішніх справ України (МВС)            | Міністерство вугільної промисловості України                                  | Міністерство оборони України (Міноборони)                           |
| Легкоатлетичний крос | 24                           | Міністерство внутрішніх справ України                  | Міністерство вугільної промисловості України                                  | Державна прикордонна служба України                                 |
| Міні-гольф           | 27                           | Служба безпеки України (СБУ)                           | Державний комітет телебачення і радіомовлення України (Держкомтелерадіо)      | Мінсім'ямолодьспорту                                                |
| Городковий спорт     | 23                           | Міністерство фінансів України (Мінфін)                 | Міністерство вугільної промисловості                                          | Національна академія державного управління при Президентові України |
| Шахи                 | 27                           | Департамент України з питань виконання покарань        | Міністерство вугільної промисловості                                          | Міністерство України у справах сім'ї, молоді та спорту              |
| Міні-футбол          | 32                           | Міністерство України у справах сім'ї, молоді та спорту | Міністерство вугільної промисловості                                          | Міністерство транспорту та зв'язку України                          |
| Волейболу            | 29                           | МВС                                                    | Міністерство аграрної політики України                                        | Міністерство транспорту та зв'язку України                          |

## XIII спартакіада (2009 рік)
У Спартакіаді брали участь більше 1600 осіб із 41 відомств. Змагання проходили з 14 видів спорту, 7 обов'язкових — це кульова стрільба, легкоатлетичний крос, плавання, волейбол, міні-футбол, настільний теніс, шахи, а також 7 видів спорту за вибором (риболовний спорт, шашки, городковий спорт, міні-гольф, боулінг та більярд «Пул» і «Піраміда»).

### Загальний залік
| Назва групи                                                    | I місце                       | II місце                      | III місце                                                           |
| -------------------------------------------------------------- | ----------------------------- | ----------------------------- | ------------------------------------------------------------------- |
| група «С» (команди інших центральних органів виконавчої влади) | Фонд державного майна України | Державна митна служба України | Національна академія державного управління при Президентові України |

## XIV спартакіада (2010 рік)
| Вид спорту       | Кількість учасників (команд) | I місце    | II місце                                 | III місце                                              |
| ---------------- | ---------------------------- | ---------- | ---------------------------------------- | ------------------------------------------------------ |
| Настільний теніс | 26                           | СБУ        | Державна податкова адміністрація України | Міністерство України у справах сім'ї, молоді та спорту |
| Плавання         |                              | Міноборони | СБУ                                      | Фонд державного майна України                          |
| Боулінг          | 24                           | Міноборони | Фонд державного майна України            | Міністерство України у справах сім'ї, молоді та спорту |

## XV спартакіада (2011 рік)
Спартакіада проводилася протягом травня-листопада 2011 року (офіційне відкриття 04 червня 2011 року) у ІІ етапи: І етап – масові змагання у міністерствах та інших центральних органах виконавчої влади (квітень-листопад 2011 року);
ІІ етап — фінальні змагання проводяться у м. Київ з 14 видів спорту: з легкоатлетичного кросу, міні-гольфу, городкового спорту, шахів, шашок, риболовного спорту, міні-футболу (футзал), волейболу, тенісу настільного, плавання, боулінгу, більярдного спорту «Піраміда», «ПУЛ», стрільби кульової.
| Вид спорту           | Кількість учасників (команд) | I місце                                  | II місце                                                                              | III місце                                      |
| -------------------- | ---------------------------- | ---------------------------------------- | ------------------------------------------------------------------------------------- | ---------------------------------------------- |
| Риболовний спорт     | 22                           | Державна прикордонна служба України      | СБУ                                                                                   | Міноборони                                     |
| Легкоатлетичний крос | 1                            | Міноборони                               | Державна прикордонна служба України                                                   | Міністерство внутрішніх справ України (МВС)    |
| Міні-гольф           | 2                            | Державна прикордонна служба України      | Мінсім'ямолодьспорт                                                                   | Національний інститут стратегічних досліджень  |
| Городковий спорт     | 1                            | Мінфін                                   | Мінсім'ямолодьспорт                                                                   | Державна прикордонна служба України            |
| Кульова стрільба     | 25                           | Міноборони                               | Державна служба молоді та спорту України                                              | СБУ                                            |
| Настільний теніс     | 22                           | СБУ                                      | Державна прикордонна служба України                                                   | Державна служба молоді та спорту               |
| Боулінг              | 16                           | Державна митна служба України            | Міністерство регіонального розвитку, будівництва та житлово-комунального господарства | Державна служба молоді та спорту               |
| Плавання             | 15                           | Міноборони                               | СБУ                                                                                   | Пенсійний фонд України                         |
| Міні-футбол          | 28                           | СБУ                                      | Державна служба статистики України                                                    | Державна прикордонна служба                    |
| Волейбол             | 24                           | Державна прикордонна служба України      | Державна служба молоді та спорту України                                              | Міноборони                                     |
| Шахи                 | 17                           | Державна служба молоді та спорту України | ГоловКРУ                                                                              | Державний комітет телебачення та радіомовлення |
| Шашки                |                              | Державна служба молоді та спорту України | Міністерство освіти і науки                                                           | МВС                                            |

## XVI спартакіада (2012 рік)
Спартакіада проводиться протягом травня-листопада 2012 року в ІІ етапи: І етап — масові змагання у міністерствах та інших центральних органах виконавчої влади (квітень-листопад 2012 року); ІІ етап — фінальні змагання проводяться з 15 видів спорту: з легкоатлетичного кросу, міні-гольфу, городкового спорту, риболовного спорту, шахів, шашок, міні-футболу (футзал), волейболу, тенісу настільного, плавання, боулінгу, більярдного спорту «Піраміда», «ПУЛ», стрільби кульової, пейнтболу.
| Вид спорту           | Кількість учасників (команд) | I місце                                       | II місце                                                | III місце                                             |
| -------------------- | ---------------------------- | --------------------------------------------- | ------------------------------------------------------- | ----------------------------------------------------- |
| Риболовний спорт     | 30                           | Міністерство надзвичайних ситуацій України    | Державна пенітенціарна служба України                   | Державна служба молоді та спорту України              |
| Легкоатлетичний крос | 18                           | Міноборони                                    | Державна прикордонна служба України                     | СБУ                                                   |
| Міні-гольф           | 21                           | Державна митна служба України                 | СБУ                                                     | Державна служби молоді та спорту України              |
| Городковий спорт     | 19                           | Мінфін                                        | Державна прикордонна служба України                     | Міноборони                                            |
| Кульова стрільба     | 25                           | МВС                                           | Міноборони                                              | СБУ                                                   |
| Настільний теніс     | 26                           | Державна служби молоді та спорту України      | СБУ                                                     | Державна податкова служба                             |
| Боулінг              | 2                            | Національний інститут стратегічних досліджень | Державна прикордонна служба України                     | Міністерство інфраструктури України                   |
| Плавання             | 18                           | МВС                                           | Державна служби молоді та спорту України                | Міноборони                                            |
| Міні-футбол          | 28                           | Державна прикордонна служба України           | Державна служби молоді та спорту України                | МВС                                                   |
| Волейбол             | 24                           | МВС                                           | Державна пенітенціарна служба України                   | Державна митна служба України                         |
| Шахи                 | 19                           | Державна служби молоді та спорту              | Державна прикордонна служба України                     | Державний комітет телебачення і радіомовлення України |
| Шашки                | 19                           | Державна служби молоді та спорту України      | Державна прикордонна служба України                     | Державний комітет телебачення і радіомовлення України |
| Пейнтбол             | 25                           | СБУ                                           | Міністерство аграрної політики та продовольства України | МВС                                                   |

## XVII спартакіада (2013 рік)
| Вид спорту         | Кількість учасників (команд) | I місце                                       | II місце                              | III місце                                     |
| ------------------ | ---------------------------- | --------------------------------------------- | ------------------------------------- | --------------------------------------------- |
| Більярд «Піраміда» | 24                           | МВС                                           | Державна прикордонна служба України   | Державна служба надзвичайних ситуацій України |
| Більярд «Пул»      | 17                           | Міноборони                                    | МВС                                   | Державна служба надзвичайних ситуацій України |
| Кульова стрільба   | 35                           | Міноборони                                    | МВС                                   | Міністерство молоді та спорту                 |
| Настільний теніс   | 29                           | Міністерство молоді та спорту України         | Міністерство доходів і зборів України | МВС                                           |
| Боулінг            | 38                           | Національний інститут стратегічних досліджень | Мінфін                                | Міністерство молоді та спорту України         |
| Плавання           | 22                           | МВС                                           | Міноборони                            | Міністерство молоді та спорту України         |

## XVIII спартакіада (2015 рік)

### Загальний залік по всіх видах спорту

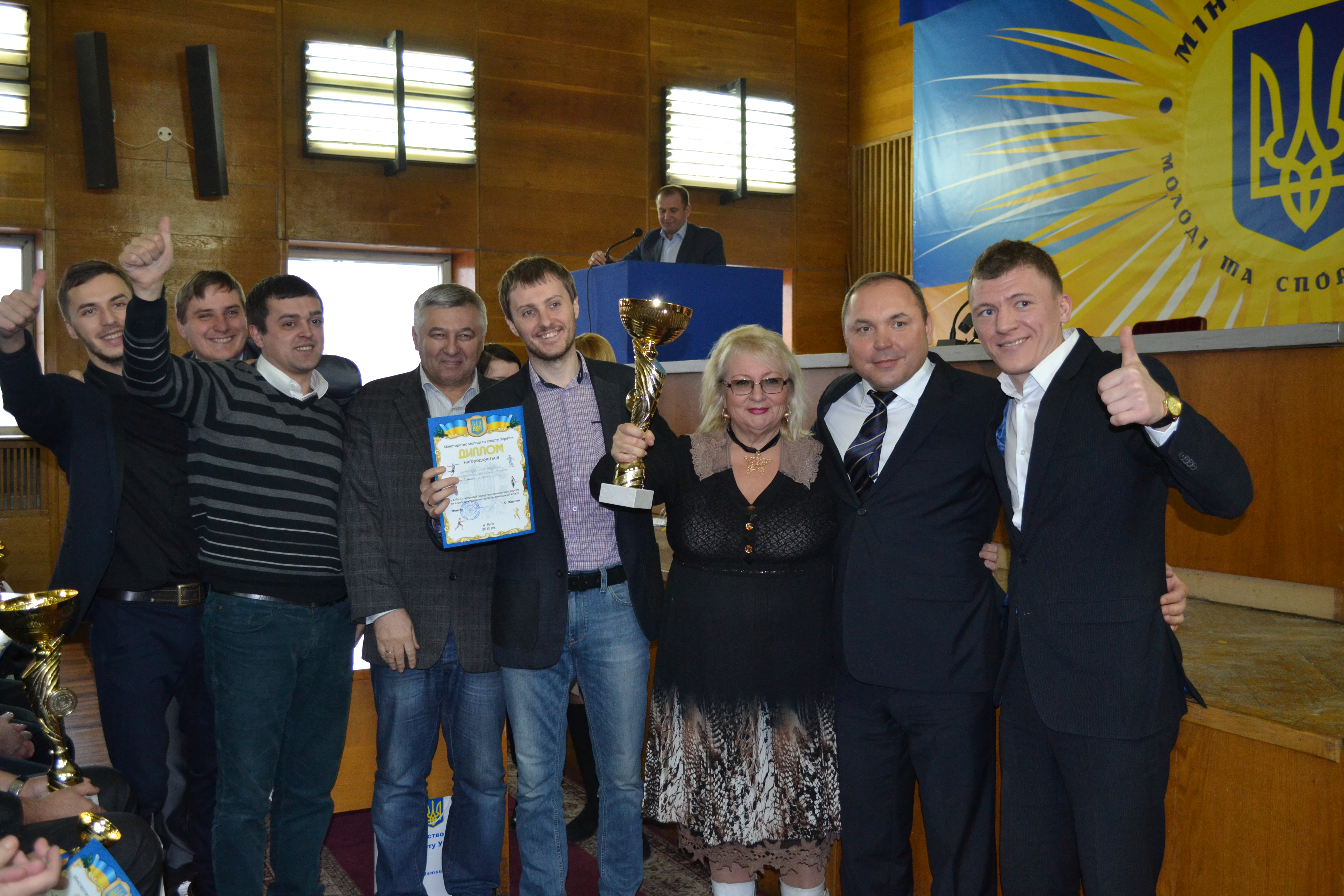
Нагородження команди Держфінінспекції у 2015 році

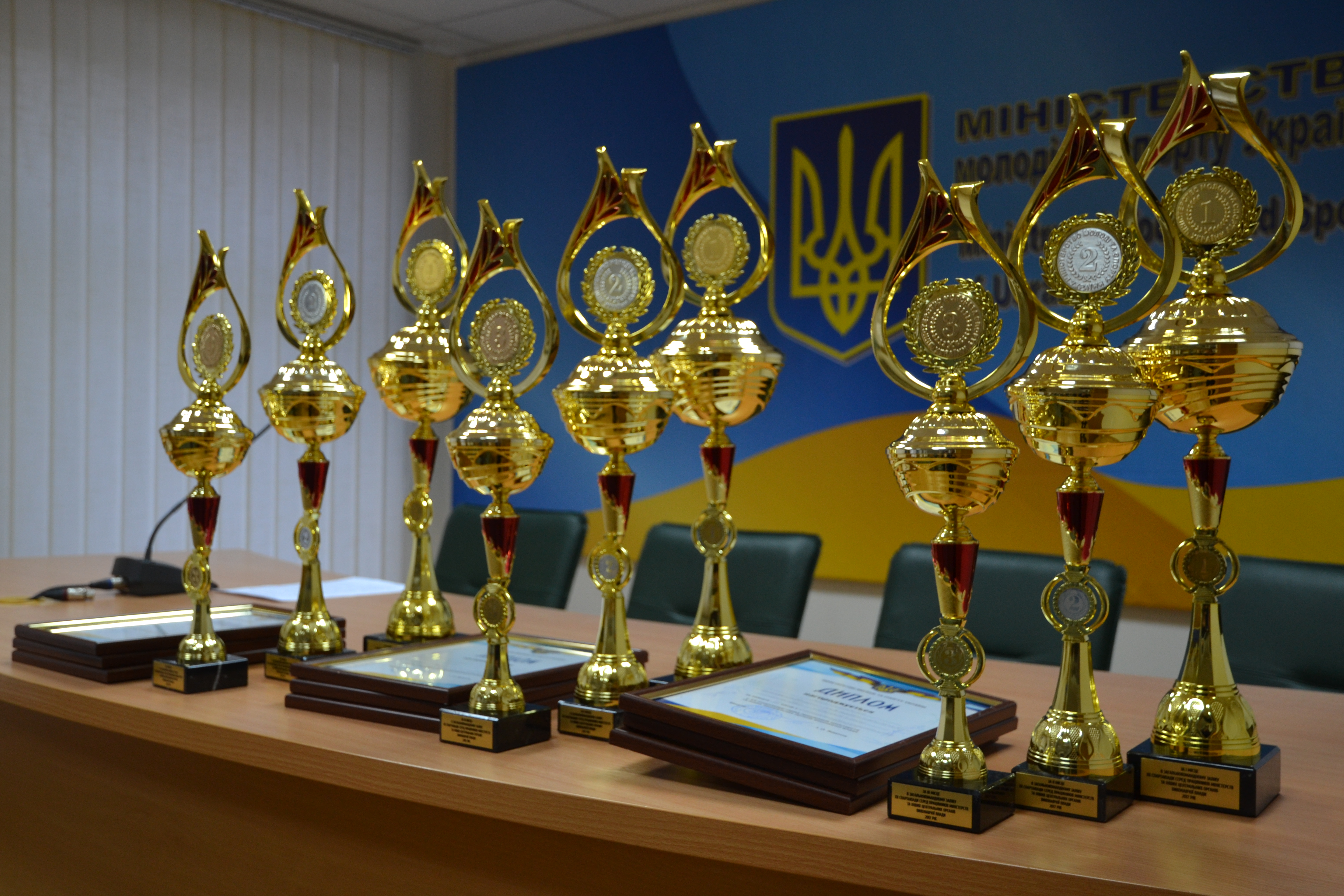
Кубки переможцям і призерам спартакіади 2017 року

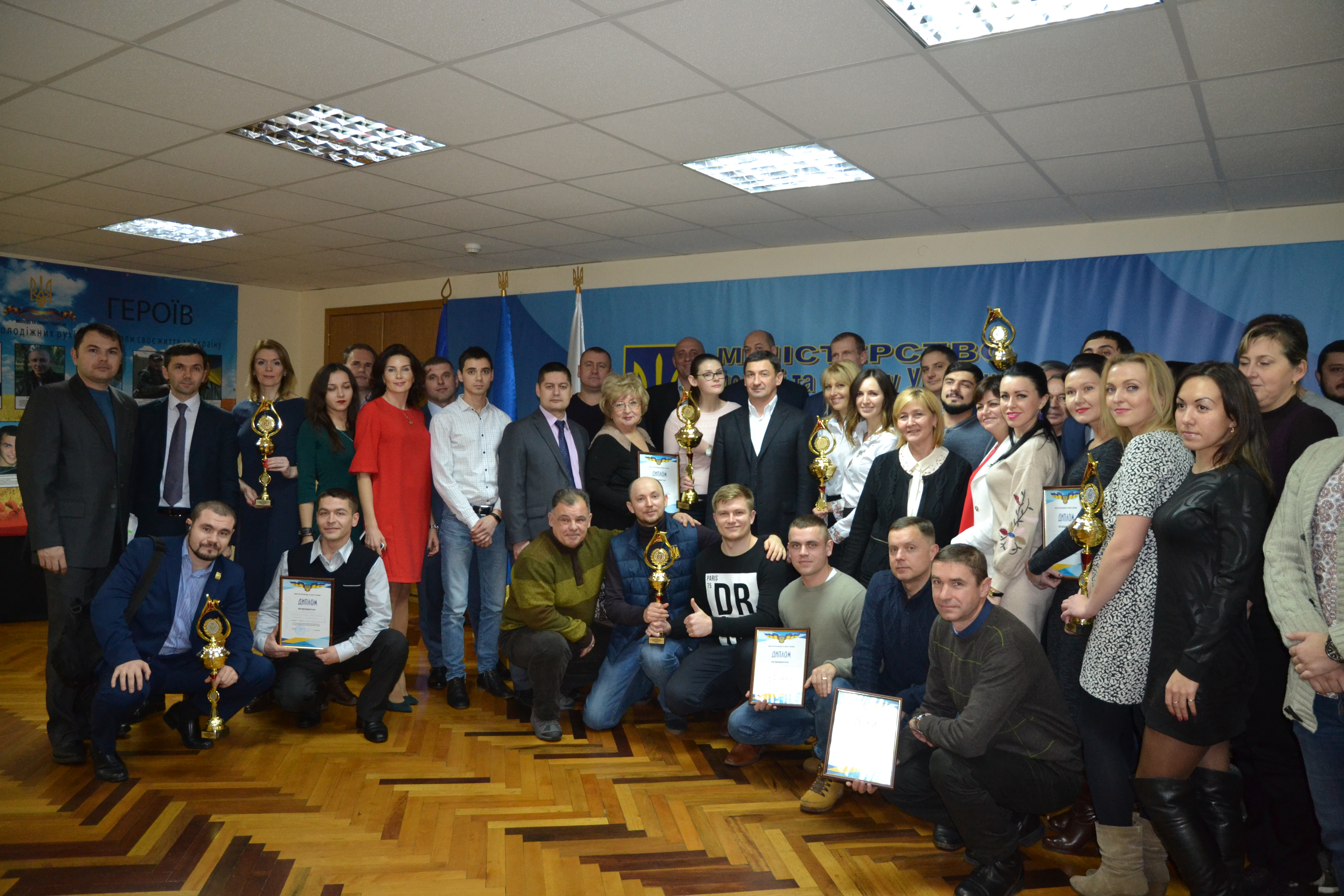
Призери та переможці спартакіади 2017 року після нагородження

| Назва групи                                                    | I місце                                               | II місце                             | III місце                                     |
| -------------------------------------------------------------- | ----------------------------------------------------- | ------------------------------------ | --------------------------------------------- |
| група «А» (команди «силових» структур)                         | Міноборони                                            | Державна прикордонна служба України  | Державна служба з надзвичайних ситуацій       |
| група «В» (команди міністерств)                                | Міністерство молоді та спорту України                 | Міністерство освіти і науки України  | Мінфін                                        |
| група «С» (команди інших центральних органів виконавчої влади) | Державна фінансова інспекція України Держфінінспекція | Державна казначейська служба України | Національний інститут стратегічних досліджень |

### Легкоатлетичний крос

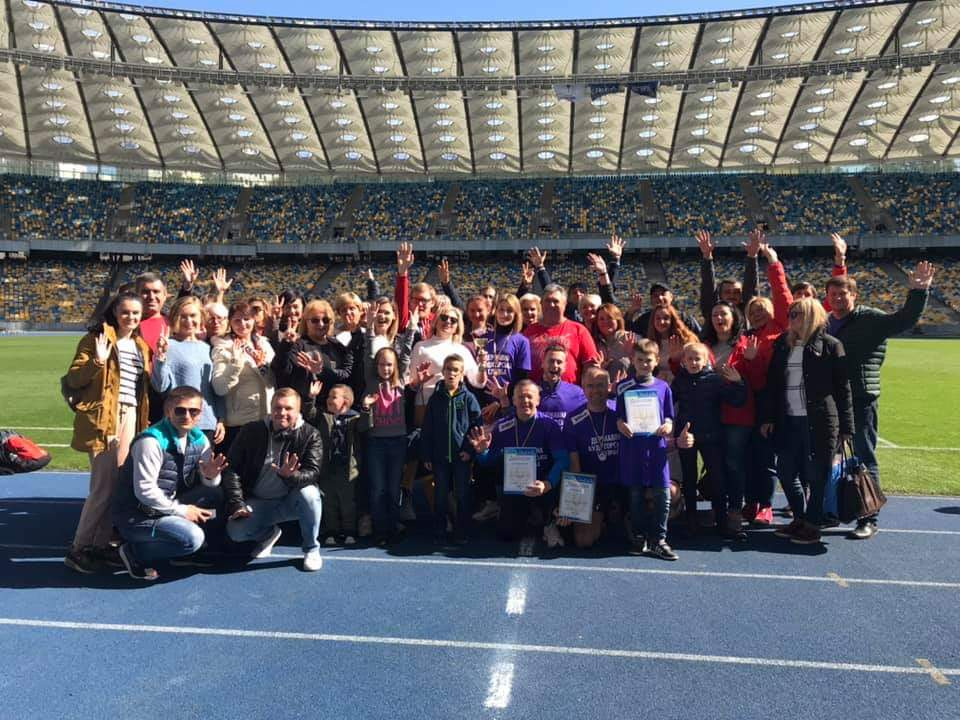
Команда Держаудитслужби на відкритті спартакіади 2019 року

| Назва групи                                                    | I місце                                            | II місце                            | III місце                                                 |
| -------------------------------------------------------------- | -------------------------------------------------- | ----------------------------------- | --------------------------------------------------------- |
| група «А» (команди «силових» структур)                         | Державна прикордонна служба України                | Міноборони                          | МВС                                                       |
| група «В» (команди міністерств)                                | Міністерство молоді та спорту України              | Міністерство освіти і науки України | Міністерство соціальної політики України (Мінсоцполітики) |
| група «С» (команди інших центральних органів виконавчої влади) | Державна архітектурно-будівельна інспекція України | Держфінінспекція                    | Державна казначейська служба України                      |

### Городковий спорт
| Назва групи                                                    | I місце                                 | II місце                            | III місце                             |
| -------------------------------------------------------------- | --------------------------------------- | ----------------------------------- | ------------------------------------- |
| група «А» (команди «силових» структур)                         | Державна служба з надзвичайних ситуацій | Міноборони                          | МВС                                   |
| група «В» (команди міністерств)                                | Мінфін                                  | Міністерства освіти і науки України | Міністерство молоді та спорту України |
| група «С» (команди інших центральних органів виконавчої влади) | Державна служба статистики України      | Держфінінспекція                    | Державна фітосанітарна служба України |

### Футзал
| Назва групи                                                    | I місце                                                   | II місце                                        | III місце                                    |
| -------------------------------------------------------------- | --------------------------------------------------------- | ----------------------------------------------- | -------------------------------------------- |
| група «А» (команди «силових» структур)                         | Державна служба з надзвичайних ситуацій                   | Міноборони                                      | Державна пенітенціарна служба України        |
| група «В» (команди міністерств)                                | Міністерство соціальної політики України (Мінсоцполітики) | Міністерство молоді та спорту України           | Міністерство закордонних справ України       |
| група «С» (команди інших центральних органів виконавчої влади) | Держфінінспекція                                          | Національне агентство з питань державної служби | Державне агентство з водних ресурсів України |

### Волейбол

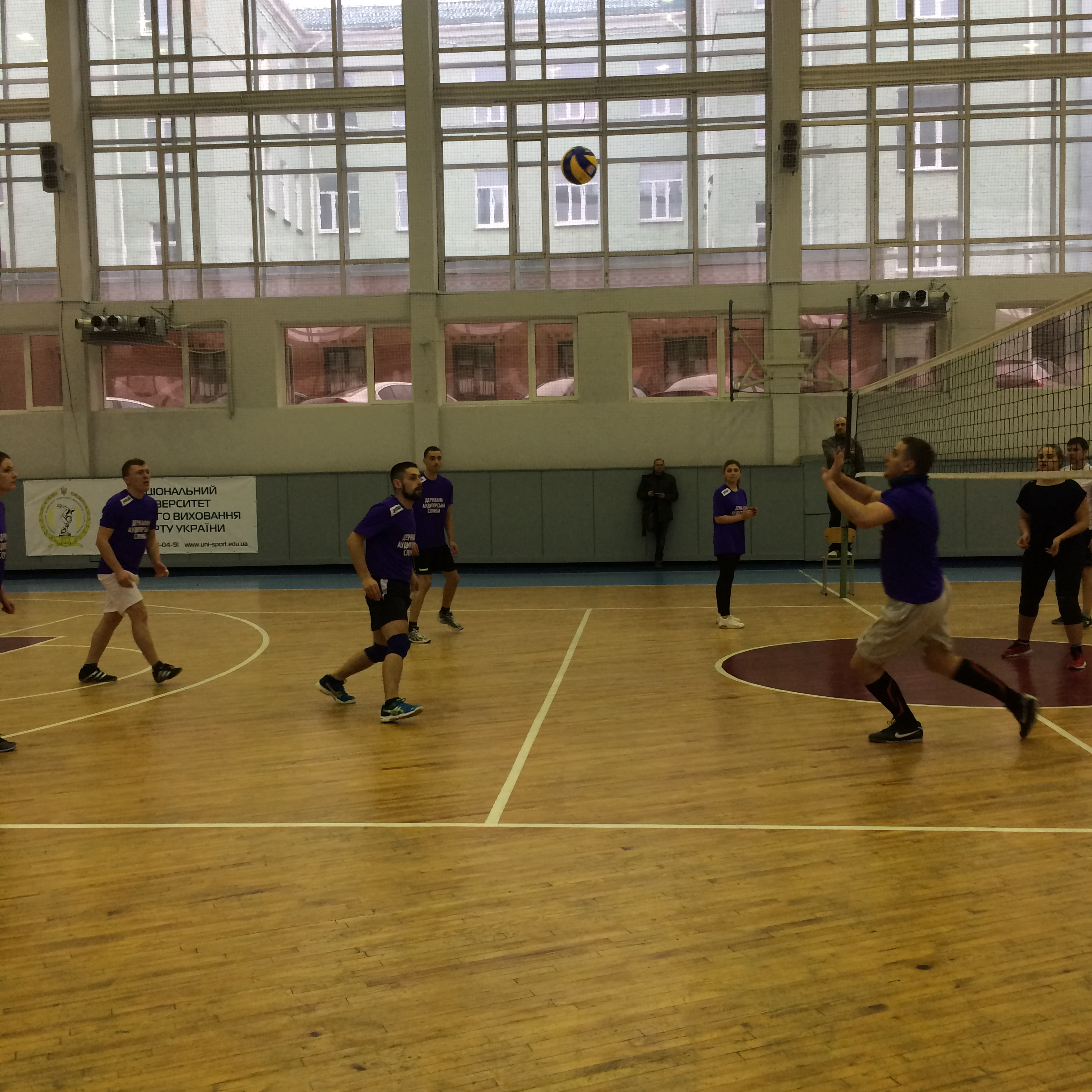
Змагання з волейболу 2017 рік

| Назва групи                                                    | I місце                               | II місце                                                | III місце                                          |
| -------------------------------------------------------------- | ------------------------------------- | ------------------------------------------------------- | -------------------------------------------------- |
| група «А» (команди «силових» структур)                         | Державна прикордонна служба України   | Міноборони                                              | Державна служба з надзвичайних ситуацій            |
| група «В» (команди міністерств)                                | Міністерство молоді та спорту України | Міністерство аграрної політики та продовольства України | Міністерства освіти і науки України                |
| група «С» (команди інших центральних органів виконавчої влади) | Держфінінспекція                      | Державна казначейська служба України                    | Державна архітектурно-будівельна інспекція України |

### Шашки
| Назва групи                                                    | I місце                               | II місце                                     | III місце                                               |
| -------------------------------------------------------------- | ------------------------------------- | -------------------------------------------- | ------------------------------------------------------- |
| група «А» (команди «силових» структур)                         | Міноборони                            | Державна прикордонна служба України          | Державна пенітенціарна служба України                   |
| група «В» (команди міністерств)                                | Міністерство молоді та спорту України | Міністерства освіти і науки України          | Міністерство аграрної політики та продовольства України |
| група «С» (команди інших центральних органів виконавчої влади) | Держфінінспекція                      | Державне агентство з водних ресурсів України |                                                         |

### Міні-гольф
| Назва групи                                                    | I місце          | II місце                              | III місце                                                                                 |
| -------------------------------------------------------------- | ---------------- | ------------------------------------- | ----------------------------------------------------------------------------------------- |
| група «А» (команди «силових» структур)                         | Міноборони       | Державна прикордонна служба України   | Державна пенітенціарна служба України                                                     |
| група «В» (команди міністерств)                                | Мінфін           | Міністерство молоді та спорту України | Міністерство закордонних справ України (МЗС)                                              |
| група «С» (команди інших центральних органів виконавчої влади) | Держфінінспекція | Фонд державного майна України         | Державна служба України у справах ветеранів війни та учасників антитерористичної операції |

### Пейнтбол

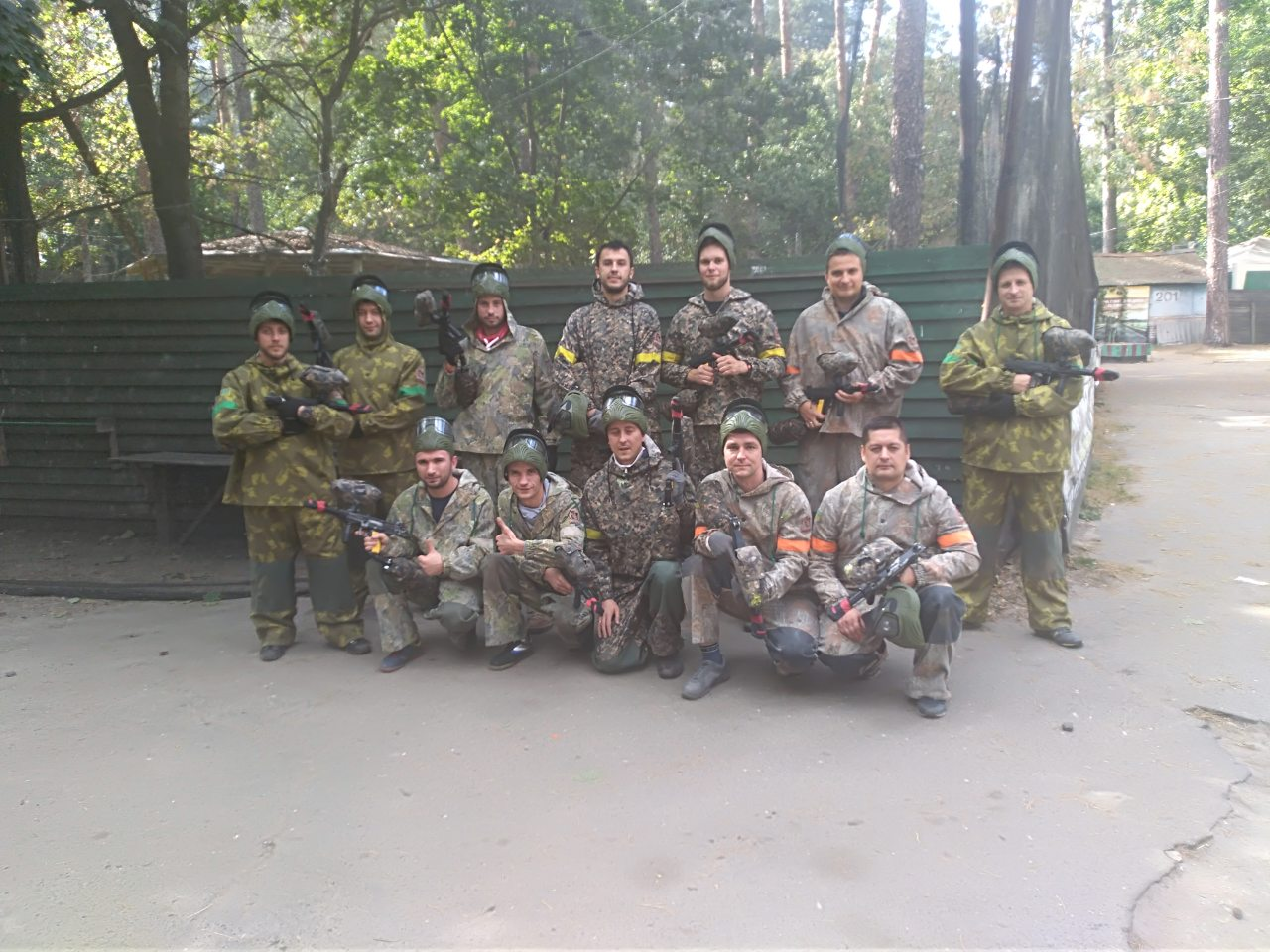
Учасники фінальних змагань групи «С» за 1-4 місця з пейнтболу 2019 рік

| Назва групи                                                    | I місце                               | II місце                                | III місце                                           |
| -------------------------------------------------------------- | ------------------------------------- | --------------------------------------- | --------------------------------------------------- |
| група «А» (команди «силових» структур)                         | МВС                                   | Державна служба з надзвичайних ситуацій | Державна пенітенціарна служба України               |
| група «В» (команди міністерств)                                | Міністерство молоді та спорту України | Міністерство закордонних справ України  | Міністерство екології та природних ресурсів України |
| група «С» (команди інших центральних органів виконавчої влади) | Держфінінспекція                      | Державна казначейська служба України    | Державна архітектурно-будівельна інспекція України  |

### Шахи
| Назва групи                                                    | I місце                                       | II місце                                                | III місце                                    |
| -------------------------------------------------------------- | --------------------------------------------- | ------------------------------------------------------- | -------------------------------------------- |
| група «А» (команди «силових» структур)                         | Міноборони                                    | Державна прикордонна служба України                     | Державна служба з надзвичайних ситуацій      |
| група «В» (команди міністерств)                                | Міністерства освіти і науки України           | Міністерство аграрної політики та продовольства України | Міністерство молоді та спорту України        |
| група «С» (команди інших центральних органів виконавчої влади) | Національний інститут стратегічних досліджень | Держфінінспекція                                        | Державне агентство з водних ресурсів України |

### Настільний теніс
| Назва групи                                                    | I місце                                 | II місце                            | III місце                                     |
| -------------------------------------------------------------- | --------------------------------------- | ----------------------------------- | --------------------------------------------- |
| група «А» (команди «силових» структур)                         | Державна служба з надзвичайних ситуацій | Міноборони                          | Державна пенітенціарна служба України         |
| група «В» (команди міністерств)                                | Міністерство молоді та спорту України   | Міністерства освіти і науки України | Міністерство закордонних справ України        |
| група «С» (команди інших центральних органів виконавчої влади) | Фонд державного майна України           | Держфінінспекція                    | Національний інститут стратегічних досліджень |

### Риболовний спорт
| Назва групи                                                    | I місце                                                 | II місце                            | III місце                             |
| -------------------------------------------------------------- | ------------------------------------------------------- | ----------------------------------- | ------------------------------------- |
| група «А» (команди «силових» структур)                         | Державна служба з надзвичайних ситуацій                 | Державна прикордонна служба України | Державна пенітенціарна служба України |
| група «В» (команди міністерств)                                | Міністерство аграрної політики та продовольства України | Мінінфраструктури                   | Мінфін                                |
| група «С» (команди інших центральних органів виконавчої влади) | Державна казначейська служба України                    | Державне агентство з питань кіно    | Державна авіаційна служба України     |

### Боулінг
| Назва групи                                                    | I місце                                       | II місце                              | III місце                               |
| -------------------------------------------------------------- | --------------------------------------------- | ------------------------------------- | --------------------------------------- |
| група «А» (команди «силових» структур)                         | Міноборони                                    | Державна пенітенціарна служба України | Державна служба з надзвичайних ситуацій |
| група «В» (команди міністерств)                                | Мінфін                                        | Міністерство культури України         | Міністерства освіти і науки України     |
| група «С» (команди інших центральних органів виконавчої влади) | Національний інститут стратегічних досліджень | Державна казначейська служба України  | Державна авіаційна служба України       |

### Більярд «Пул»
| Назва групи                                                    | I місце                               | II місце                                                   | III місце                                                 |
| -------------------------------------------------------------- | ------------------------------------- | ---------------------------------------------------------- | --------------------------------------------------------- |
| група «А» (команди «силових» структур)                         | Міноборони                            | Державна служба спеціального зв'язку та захисту інформації | Державна служба з надзвичайних ситуацій                   |
| група «В» (команди міністерств)                                | Міністерство молоді та спорту України | Мінінфраструктури                                          | Міністерство соціальної політики України (Мінсоцполітики) |
| група «С» (команди інших центральних органів виконавчої влади) | Державна авіаційна служба України     | Державна казначейська служба України                       | Державна служба статистики України                        |

### Більярд «Піраміда»
| Назва групи                                                    | I місце                                                                                       | II місце                             | III місце                             |
| -------------------------------------------------------------- | --------------------------------------------------------------------------------------------- | ------------------------------------ | ------------------------------------- |
| група «А» (команди «силових» структур)                         | Міноборони                                                                                    | Державна прикордонна служба України  | Державна пенітенціарна служба України |
| група «В» (команди міністерств)                                | Міністерство регіонального розвитку, будівництва та житлово-комунального господарства України | Мінфін                               | Міністерства освіти і науки України   |
| група «С» (команди інших центральних органів виконавчої влади) | Державна служба фінансового моніторингу України                                               | Державна казначейська служба України | Державна авіаційна служба України     |

## XIX спартакіада (2016 рік)

### Загальний залік по всіх видах спорту[32]
| Назва групи                                                    | I місце                              | II місце                            | III місце                                                                                       |
| -------------------------------------------------------------- | ------------------------------------ | ----------------------------------- | ----------------------------------------------------------------------------------------------- |
| група «А» (команди «силових» структур)                         | Міноборони                           | СБУ                                 | МВС                                                                                             |
| група «В» (команди міністерств)                                | Мінфін                               | Міністерство освіти і науки України | Міністерство молоді та спорту України                                                           |
| група «С» (команди інших центральних органів виконавчої влади) | Державна казначейська служба України | Держаудитслужба                     | Національна комісія, що здійснює державне регулювання у сферах енергетики та комунальних послуг |

### Легкоатлетичний крос
| Назва групи                                                    | I місце                               | II місце                      | III місце                                           |
| -------------------------------------------------------------- | ------------------------------------- | ----------------------------- | --------------------------------------------------- |
| група «А» (команди «силових» структур)                         | Міноборони                            | МВС                           | Адміністрація державної прикордонної служби України |
| група «В» (команди міністерств)                                | Міністерство молоді та спорту України | Міністерство фінансів України | Міністерство освіти і науки України                 |
| група «С» (команди інших центральних органів виконавчої влади) | Державна казначейська служба України  | Фонд державного майна України | Держаудитслужба                                     |

### Пейнтбол
| Назва групи                                                    | I місце                              | II місце                                                | III місце                                                          |
| -------------------------------------------------------------- | ------------------------------------ | ------------------------------------------------------- | ------------------------------------------------------------------ |
| група «А» (команди «силових» структур)                         | МВС                                  | Державна служба України з надзвичайних ситуацій         | Державна пенітенціарна служба України                              |
| група «В» (команди міністерств)                                | Міністерство фінансів України        | Міністерство екології та природних ресурсів України     | Міністерство соціальної політики України                           |
| група «С» (команди інших центральних органів виконавчої влади) | Державна казначейська служба України | Національна комісія з цінних паперів та фондового ринку | Державна служба спеціального зв'язку та захисту інформації України |

### Риболовний спорт
| Назва групи                                                    | I місце                                             | II місце                                 | III місце                                                                              |
| -------------------------------------------------------------- | --------------------------------------------------- | ---------------------------------------- | -------------------------------------------------------------------------------------- |
| група «А» (команди «силових» структур)                         | Адміністрація державної прикордонної служби України | Національна поліція України              | СБУ                                                                                    |
| група «В» (команди міністерств)                                | Міністерство фінансів України                       | Міністерство молоді та спорту України    | Міністерство економічного розвитку і торгівлі України                                  |
| група «С» (команди інших центральних органів виконавчої влади) | Державна інспекція навчальних закладів України      | Державне агентство України з питань кіно | Національна комісія, що здійснює державне регулювання у сфері ринків фінансових послуг |

### Городковий спорт
| Назва групи                                                    | I місце                                             | II місце                                                                                      | III місце                                             |
| -------------------------------------------------------------- | --------------------------------------------------- | --------------------------------------------------------------------------------------------- | ----------------------------------------------------- |
| група «А» (команди «силових» структур)                         | Адміністрація державної прикордонної служби України | МВС                                                                                           | Міноборони                                            |
| група «В» (команди міністерств)                                | Міністерство фінансів України                       | Міністерство регіонального розвитку, будівництва та житлово-комунального господарства України | Міністерство інфраструктури України                   |
| група «С» (команди інших центральних органів виконавчої влади) | Державна казначейська служба України                | Державна служба України у справах ветеранів війни та учасників антитерористичної операції     | Державна аудиторська служба України (Держаудитслужба) |

### Міні-гольф
| Назва групи                                                    | I місце                       | II місце                                            | III місце                            |
| -------------------------------------------------------------- | ----------------------------- | --------------------------------------------------- | ------------------------------------ |
| група «А» (команди «силових» структур)                         | СБУ                           | Адміністрація державної прикордонної служби України | Національна поліція України          |
| група «В» (команди міністерств)                                | Міністерство фінансів України | Міністерство молоді та спорту України               | Міністерство освіти і науки України  |
| група «С» (команди інших центральних органів виконавчої влади) | Держаудитслужба               | Інститут проблем виховання                          | Державна казначейська служба України |

### Шахи
| Назва групи                                                    | I місце                       | II місце                                                                          | III місце                     |
| -------------------------------------------------------------- | ----------------------------- | --------------------------------------------------------------------------------- | ----------------------------- |
| група «А» (команди «силових» структур)                         | МВС                           | Міноборони                                                                        | Національна поліція України   |
| група «В» (команди міністерств)                                | Міністерство фінансів України | Міністерство освіти і науки України                                               |                               |
| група «С» (команди інших центральних органів виконавчої влади) | Держаудитслужба               | Адміністрація державної служби спеціального зв'язку та захисту інформації України | Фонд державного майна України |

### Футзал
| Назва групи                                                    | I місце                                                                                           | II місце                                                                                      | III місце                                       |
| -------------------------------------------------------------- | ------------------------------------------------------------------------------------------------- | --------------------------------------------------------------------------------------------- | ----------------------------------------------- |
| група «А» (команди «силових» структур)                         | СБУ                                                                                               | МВС                                                                                           | Державна служба України з надзвичайних ситуацій |
| група «В» (команди міністерств)                                | Кабінет Міністрів України                                                                         | Міністерство регіонального розвитку, будівництва та житлово-комунального господарства України | Міністерство освіти і науки України             |
| група «С» (команди інших центральних органів виконавчої влади) | Національної комісії, що здійснює державне регулювання у сферах енергетики та комунальних послуг, | Державна служба спеціального зв'язку та захисту інформації України                            | Державна казначейська служба України            |

### Волейбол
| Назва групи                                                    | I місце                               | II місце                                                           | III місце                                                                                         |
| -------------------------------------------------------------- | ------------------------------------- | ------------------------------------------------------------------ | ------------------------------------------------------------------------------------------------- |
| група «А» (команди «силових» структур)                         | Міноборони                            | СБУ                                                                | Державна служба України з надзвичайних ситуацій                                                   |
| група «В» (команди міністерств)                                | Міністерство молоді та спорту України | Міністерство освіти і науки України                                | Міністерство енергетики та вугільної промисловості України                                        |
| група «С» (команди інших центральних органів виконавчої влади) | Державна казначейська служба України  | Державна служба спеціального зв'язку та захисту інформації України | Національної комісії, що здійснює державне регулювання у сферах енергетики та комунальних послуг, |

### Настільний теніс
| Назва групи                                                    | I місце         | II місце                             | III місце                                                          |
| -------------------------------------------------------------- | --------------- | ------------------------------------ | ------------------------------------------------------------------ |
| група «А» (команди «силових» структур)                         | СБУ             | МВС                                  | Адміністрація державної прикордонної служби України                |
| група «В» (команди міністерств)                                | Мінфін          | Мінекономрозвитку                    | Міністерство молоді та спорту України                              |
| група «С» (команди інших центральних органів виконавчої влади) | Держаудитслужба | Державна казначейська служба України | Державна служба спеціального зв'язку та захисту інформації України |

### Боулінг
| Назва групи                                                    | I місце                                         | II місце                      | III місце                            |
| -------------------------------------------------------------- | ----------------------------------------------- | ----------------------------- | ------------------------------------ |
| група «А» (команди «силових» структур)                         | Державна служба України з надзвичайних ситуацій | Міноборони                    | СБУ                                  |
| група «В» (команди міністерств)                                | Міністерство освіти і науки України             | Мінфін                        | Міністерство культури України        |
| група «С» (команди інших центральних органів виконавчої влади) | Національний інститут стратегічних досліджень   | Фонд державного майна України | Державна казначейська служба України |

### Більярд «Пул»
| Назва групи                                                    | I місце                                                    | II місце                             | III місце                                                                                         |
| -------------------------------------------------------------- | ---------------------------------------------------------- | ------------------------------------ | ------------------------------------------------------------------------------------------------- |
| група «А» (команди «силових» структур)                         | Міноборони                                                 | МВС                                  | Національна поліція України                                                                       |
| група «В» (команди міністерств)                                | Міністерство енергетики та вугільної промисловості України | Мінекономрозвитку                    | Мінфін                                                                                            |
| група «С» (команди інших центральних органів виконавчої влади) | Державна служба фінансового моніторингу України            | Державна казначейська служба України | Національної комісії, що здійснює державне регулювання у сферах енергетики та комунальних послуг, |

## XX спартакіада (2017 рік)

### Загальний залік по всіх видах спорту
| Назва групи                                                    | I місце         | II місце                                                                                          | III місце                             |
| -------------------------------------------------------------- | --------------- | ------------------------------------------------------------------------------------------------- | ------------------------------------- |
| група «А» (команди «силових» структур)                         | СБУ             | Міноборони                                                                                        | МВС                                   |
| група «В» (команди міністерств)                                | Мінфін          | Міністерства освіти і науки України                                                               | Міністерства молоді та спорту України |
| група «С» (команди інших центральних органів виконавчої влади) | Держаудитслужба | Національної комісії, що здійснює державне регулювання у сферах енергетики та комунальних послуг, | Державна казначейська служба України  |

### Легкоатлетичний крос
| Назва групи                                                    | I місце         | II місце                                            | III місце                             |
| -------------------------------------------------------------- | --------------- | --------------------------------------------------- | ------------------------------------- |
| група «А» (команди «силових» структур)                         | Міноборони      | Адміністрація державної прикордонної служби України | Національна поліція України           |
| група «В» (команди міністерств)                                | Мінфін          | Міністерство освіти і науки України                 | Міністерство молоді та спорту України |
| група «С» (команди інших центральних органів виконавчої влади) | Держаудитслужба | Державна казначейська служба України                | Фонд державного майна України         |

### Пейнтбол
| Назва групи                                                    | I місце                                                    | II місце                                                   | III місце                           |
| -------------------------------------------------------------- | ---------------------------------------------------------- | ---------------------------------------------------------- | ----------------------------------- |
| група «А» (команди «силових» структур)                         | Державна служба спеціального зв'язку та захисту інформації | Державна служба України з надзвичайних ситуацій            | МВС                                 |
| група «В» (команди міністерств)                                | Мінфін                                                     | Міністерство екології та природних ресурсів України        | Міністерство освіти і науки України |
| група «С» (команди інших центральних органів виконавчої влади) | Держаудитслужба                                            | Національне агентство з питань запобігання корупції (НАЗК) | Державна авіаційна служба України   |

### Риболовний спорт
| Назва групи                                                    | I місце                                         | II місце                                            | III місце                     |
| -------------------------------------------------------------- | ----------------------------------------------- | --------------------------------------------------- | ----------------------------- |
| група «А» (команди «силових» структур)                         | Державна служба України з надзвичайних ситуацій | СБУ                                                 | МВС                           |
| група «В» (команди міністерств)                                | Мінфін                                          | Міністерство освіти і науки України                 | Мінрегіонбуд                  |
| група «С» (команди інших центральних органів виконавчої влади) | Держаудитслужба                                 | Національне агентство з питань запобігання корупції | Фонд державного майна України |

### Городковий спорт
| Назва групи                                                    | I місце                                             | II місце                            | III місце                                                                                 |
| -------------------------------------------------------------- | --------------------------------------------------- | ----------------------------------- | ----------------------------------------------------------------------------------------- |
| група «А» (команди «силових» структур)                         | Державна прикордонна служба України                 | СБУ                                 | Міноборони                                                                                |
| група «В» (команди міністерств)                                | Мінфін                                              | Міністерство освіти і науки України | Мінсоцполітики                                                                            |
| група «С» (команди інших центральних органів виконавчої влади) | Національне агентство з питань запобігання корупції | Держаудитслужба                     | Державна служба України у справах ветеранів війни та учасників антитерористичної операції |

### Міні-гольф
| Назва групи                                                    | I місце                                                                                         | II місце                                                                                  | III місце                                     |
| -------------------------------------------------------------- | ----------------------------------------------------------------------------------------------- | ----------------------------------------------------------------------------------------- | --------------------------------------------- |
| група «А» (команди «силових» структур)                         | Міноборони                                                                                      | СБУ                                                                                       | МВС                                           |
| група «В» (команди міністерств)                                | Мінфін                                                                                          | Мінекономрозвитку                                                                         | Міністерство освіти і науки України           |
| група «С» (команди інших центральних органів виконавчої влади) | Національна комісія, що здійснює державне регулювання у сферах енергетики та комунальних послуг | Державна служба України у справах ветеранів війни та учасників антитерористичної операції | Державна інспекція навчальних заходів України |

### Настільний теніс
| Назва групи                                                    | I місце                              | II місце                                                           | III місце                                                                                       |
| -------------------------------------------------------------- | ------------------------------------ | ------------------------------------------------------------------ | ----------------------------------------------------------------------------------------------- |
| група «А» (команди «силових» структур)                         | СБУ                                  | Державна служба спеціального зв'язку та захисту інформації України | Міноборони                                                                                      |
| група «В» (команди міністерств)                                | Міністерство освіти і науки України  | Міністерство юстиції України (Мін'юст)                             | Мінфін                                                                                          |
| група «С» (команди інших центральних органів виконавчої влади) | Державна казначейська служба України | Держаудитслужба                                                    | Національна комісія, що здійснює державне регулювання у сферах енергетики та комунальних послуг |

### Більярд «Пул»
| Назва групи                                                    | I місце                           | II місце                              | III місце                                                                                       |
| -------------------------------------------------------------- | --------------------------------- | ------------------------------------- | ----------------------------------------------------------------------------------------------- |
| група «А» (команди «силових» структур)                         | МВС                               | Державна прикордонна служба України   | Державна служба спеціального зв'язку та захисту інформації України                              |
| група «В» (команди міністерств)                                | Мінекономрозвитку                 | Міністерство молоді та спорту України | Міністерство культури України                                                                   |
| група «С» (команди інших центральних органів виконавчої влади) | Державна авіаційна служба України | Держаудитслужба                       | Національна комісія, що здійснює державне регулювання у сферах енергетики та комунальних послуг |

### Боулінг
| Назва групи                                                    | I місце                             | II місце                                        | III місце                             |
| -------------------------------------------------------------- | ----------------------------------- | ----------------------------------------------- | ------------------------------------- |
| група «А» (команди «силових» структур)                         | СБУ                                 | Державна служба України з надзвичайних ситуацій | МВС                                   |
| група «В» (команди міністерств)                                | Міністерство освіти і науки України | Мінфін                                          | Міністерство молоді та спорту України |
| група «С» (команди інших центральних органів виконавчої влади) | Держаудитслужба                     | Національний інститут стратегічних досліджень   | Фонд державного майна України         |

### Футзал
| Назва групи                                                    | I місце                                  | II місце                                                                                        | III місце                             |
| -------------------------------------------------------------- | ---------------------------------------- | ----------------------------------------------------------------------------------------------- | ------------------------------------- |
| група «А» (команди «силових» структур)                         | СБУ                                      | Міноборони                                                                                      | Національна поліція України           |
| група «В» (команди міністерств)                                | Міністерство соціальної політики України | Апарат Верховної Ради України                                                                   | Міністерство молоді та спорту України |
| група «С» (команди інших центральних органів виконавчої влади) | Держаудитслужба                          | Національна комісія, що здійснює державне регулювання у сферах енергетики та комунальних послуг | Державна авіаційна служба України     |

### Шахи
| Назва групи                                                    | I місце                                                                                         | II місце                      | III місце       |
| -------------------------------------------------------------- | ----------------------------------------------------------------------------------------------- | ----------------------------- | --------------- |
| група «А» (команди «силових» структур)                         | Міноборони                                                                                      | Національна поліція України   | СБУ             |
| група «В» (команди міністерств)                                | Апарат Верховної Ради України                                                                   | Мінфін                        | Мін'юст         |
| група «С» (команди інших центральних органів виконавчої влади) | Національна комісія, що здійснює державне регулювання у сферах енергетики та комунальних послуг | Фонд державного майна України | Держаудитслужба |

### Волейбол
| Назва групи                                                    | I місце                                                                               | II місце                                                   | III місце                                                                                       |
| -------------------------------------------------------------- | ------------------------------------------------------------------------------------- | ---------------------------------------------------------- | ----------------------------------------------------------------------------------------------- |
| група «А» (команди «силових» структур)                         | СБУ                                                                                   | МВС                                                        | Міноборони                                                                                      |
| група «В» (команди міністерств)                                | Міністерство молоді та спорту України                                                 | Міністерство енергетики та вугільної промисловості України | Апарат Верховної Ради України                                                                   |
| група «С» (команди інших центральних органів виконавчої влади) | Державна служба України з питань безпечності харчових продуктів та захисту споживачів | Державна аудиторська служба України                        | Національна комісія, що здійснює державне регулювання у сферах енергетики та комунальних послуг |

## XXI спартакіада (2018 рік)

### Загальний залік по всіх видах спорту
| Назва групи                                                    | I місце                              | II місце                                                                                        | III місце       |
| -------------------------------------------------------------- | ------------------------------------ | ----------------------------------------------------------------------------------------------- | --------------- |
| група «А» (команди «силових» структур)                         | СБУ                                  | Міноборони                                                                                      | МВС             |
| група «В» (команди міністерств)                                | Мінфін                               | Мінмолодьспорту                                                                                 | Мін'юст         |
| група «С» (команди інших центральних органів виконавчої влади) | Державна казначейська служба України | Національна комісія, що здійснює державне регулювання у сферах енергетики та комунальних послуг | Держаудитслужба |

### Легкоатлетичний крос
| Назва групи                                                    | I місце                               | II місце                                                                                        | III місце                            |
| -------------------------------------------------------------- | ------------------------------------- | ----------------------------------------------------------------------------------------------- | ------------------------------------ |
| група «А» (команди «силових» структур)                         | Міноборони                            | Адміністрація Державної прикордонної служба України                                             | МВС                                  |
| група «В» (команди міністерств)                                | Міністерство молоді та спорту України | Мінфін                                                                                          | Міністерство культури України        |
| група «С» (команди інших центральних органів виконавчої влади) | Фонд державного майна України         | Національна комісія, що здійснює державне регулювання у сферах енергетики та комунальних послуг | Державна казначейська служба України |

### Волейбол
| Назва групи                                                    | I місце                              | II місце                              | III місце                                                                                       |
| -------------------------------------------------------------- | ------------------------------------ | ------------------------------------- | ----------------------------------------------------------------------------------------------- |
| група «А» (команди «силових» структур)                         | СБУ                                  | Міноборони                            | Державна служба спеціального зв'язку та захисту інформації України                              |
| група «В» (команди міністерств)                                | Міністерства юстиції України         | Міністерство молоді та спорту України | Міністерство енергетики та вугільної промисловості України                                      |
| група «С» (команди інших центральних органів виконавчої влади) | Державна казначейська служба України | Держаудитслужба                       | Національна комісія, що здійснює державне регулювання у сферах енергетики та комунальних послуг |

### Пейнтбол
| Назва групи                                                    | I місце                              | II місце                            | III місце                                                                                       |
| -------------------------------------------------------------- | ------------------------------------ | ----------------------------------- | ----------------------------------------------------------------------------------------------- |
| група «А» (команди «силових» структур)                         | СБУ                                  | Державна прикордонна служба України | МВС                                                                                             |
| група «В» (команди міністерств)                                | Мінфін                               | Міністерство освіти і науки України | Міністерство молоді та спорту України                                                           |
| група «С» (команди інших центральних органів виконавчої влади) | Державна казначейська служба України | НАЗК                                | Національна комісія, що здійснює державне регулювання у сферах енергетики та комунальних послуг |

### Риболовний спорт
| Назва групи                                                    | I місце                          | II місце                                                | III місце                                                                         |
| -------------------------------------------------------------- | -------------------------------- | ------------------------------------------------------- | --------------------------------------------------------------------------------- |
| група «А» (команди «силових» структур)                         | СБУ                              | Державна служба України з надзвичайних ситуацій         | МВС                                                                               |
| група «В» (команди міністерств)                                | Мінфін                           | Міністерство молоді та спорту України                   | Мін'юст                                                                           |
| група «С» (команди інших центральних органів виконавчої влади) | Державне агентство з питань кіно | Державне агентство з питань управління зоною відчуження | Державна служба в справах ветеранів війни та учасників антитерористичної операції |

### Більярд «Пул»
| Назва групи                                                    | I місце                                         | II місце                                                           | III місце                            |
| -------------------------------------------------------------- | ----------------------------------------------- | ------------------------------------------------------------------ | ------------------------------------ |
| група «А» (команди «силових» структур)                         | Державна служба України з надзвичайних ситуацій | Державна служба спеціального зв'язку та захисту інформації України | Управління державної охорони України |
| група «В» (команди міністерств)                                | Міністерство молоді та спорту України           | МЗС                                                                | Міністерство інфраструктури України  |
| група «С» (команди інших центральних органів виконавчої влади) | Державна казначейська служба України            | Державна авіаційна служба України                                  | Держаудитслужба                      |

### Більярд «Піраміда»
| Назва групи                                                    | I місце                                                    | II місце                                        | III місце                         |
| -------------------------------------------------------------- | ---------------------------------------------------------- | ----------------------------------------------- | --------------------------------- |
| група «А» (команди «силових» структур)                         | Управління державної охорони України                       | Державна служба України з надзвичайних ситуацій | Міноборони                        |
| група «В» (команди міністерств)                                | Міністерство енергетики та вугільної промисловості України | Міністерство юстиції України                    | Верховна Рада України             |
| група «С» (команди інших центральних органів виконавчої влади) | Держаудитслужба                                            | Державна казначейська служба України            | Державна авіаційна служба України |

### Городковий спорт
| Назва групи                                                    | I місце                                                                                         | II місце                            | III місце                                                                                     |
| -------------------------------------------------------------- | ----------------------------------------------------------------------------------------------- | ----------------------------------- | --------------------------------------------------------------------------------------------- |
| група «А» (команди «силових» структур)                         | Державна прикордонна служба України                                                             | МВС                                 | СБУ                                                                                           |
| група «В» (команди міністерств)                                | Мінфін                                                                                          | Міністерство освіти і науки України | Міністерство регіонального розвитку, будівництва та житлово-комунального господарства України |
| група «С» (команди інших центральних органів виконавчої влади) | Національна комісія, що здійснює державне регулювання у сферах енергетики та комунальних послуг | Держаудитслужба                     | Державна служба в справах ветеранів війни та учасників антитерористичної операції             |

### Футзал
| Назва групи                                                    | I місце                                                                                         | II місце                             | III місце       |
| -------------------------------------------------------------- | ----------------------------------------------------------------------------------------------- | ------------------------------------ | --------------- |
| група «А» (команди «силових» структур)                         | Міноборони                                                                                      | СБУ                                  | МВС             |
| група «В» (команди міністерств)                                | Мінсоцполітики                                                                                  | Кабінет Міністрів України            | Мінфін          |
| група «С» (команди інших центральних органів виконавчої влади) | Національна комісія, що здійснює державне регулювання у сферах енергетики та комунальних послуг | Державна казначейська служба України | Держаудитслужба |

### Настільний теніс
| Назва групи                                                    | I місце                            | II місце                                                           | III місце                                                                                       |
| -------------------------------------------------------------- | ---------------------------------- | ------------------------------------------------------------------ | ----------------------------------------------------------------------------------------------- |
| група «А» (команди «силових» структур)                         | СБУ                                | Державна служба спеціального зв'язку та захисту інформації України | Управління державної охорони України                                                            |
| група «В» (команди міністерств)                                | Міністерство юстиції України       | Мінфін                                                             | Міністерство екології та природних ресурсів України                                             |
| група «С» (команди інших центральних органів виконавчої влади) | Державна служба статистики України | Держаудитслужба                                                    | Національна комісія, що здійснює державне регулювання у сферах енергетики та комунальних послуг |

### Теніс
| Назва групи                                                    | I місце                                                            | II місце                                                                                        | III місце                            |
| -------------------------------------------------------------- | ------------------------------------------------------------------ | ----------------------------------------------------------------------------------------------- | ------------------------------------ |
| група «А» (команди «силових» структур)                         | Державна служба спеціального зв'язку та захисту інформації України | Міноборони                                                                                      | Управління державної охорони України |
| група «В» (команди міністерств)                                | Адміністрація Президента України                                   | Міністерство молоді та спорту України                                                           | Мінфін                               |
| група «С» (команди інших центральних органів виконавчої влади) | Державна казначейська служба України                               | Національна комісія, що здійснює державне регулювання у сферах енергетики та комунальних послуг | Державна авіаційна служба України    |

### Боулінг
| Назва групи                                                    | I місце         | II місце                             | III місце                                                                         |
| -------------------------------------------------------------- | --------------- | ------------------------------------ | --------------------------------------------------------------------------------- |
| група «А» (команди «силових» структур)                         | МВС             | СБУ                                  | Державна служба України з надзвичайних ситуацій                                   |
| група «В» (команди міністерств)                                | Мінфін          | Міністерство освіти і науки України  | Міністерство молоді та спорту України                                             |
| група «С» (команди інших центральних органів виконавчої влади) | Держаудитслужба | Державна казначейська служба України | Державна служба в справах ветеранів війни та учасників антитерористичної операції |

## XXII спартакіада (2019 рік)

### Загальний залік по всіх видах спорту
| Назва групи                                                    | I місце         | II місце                                                                                        | III місце                           |
| -------------------------------------------------------------- | --------------- | ----------------------------------------------------------------------------------------------- | ----------------------------------- |
| група «А» (команди «силових» структур)                         | МВС             | Міноборони                                                                                      | Державна прикордонна служба України |
| група «В» (команди міністерств)                                | Мінфін          | Офіс Президента України                                                                         | Міністерство освіти і науки України |
| група «С» (команди інших центральних органів виконавчої влади) | Держаудитслужба | Національна комісія, що здійснює державне регулювання у сферах енергетики та комунальних послуг | Державна служба статистики України  |

### Легкоатлетичний крос
| Назва групи                                                    | I місце         | II місце                                                                                        | III місце                            |
| -------------------------------------------------------------- | --------------- | ----------------------------------------------------------------------------------------------- | ------------------------------------ |
| група «А» (команди «силових» структур)                         | Міноборони      | Адміністрація прикордонної служби України                                                       | МВС                                  |
| група «В» (команди міністерств)                                | Мінфін          | Офіс Президента України                                                                         | Міністерство освіти і науки України  |
| група «С» (команди інших центральних органів виконавчої влади) | Держаудитслужба | Національна комісія що здійснює державне регулювання у сферах енергетики та комунальних послуг, | Державна казначейська служба України |

### Пейнтбол
| Назва групи                                                    | I місце                            | II місце                                            | III місце                                        |
| -------------------------------------------------------------- | ---------------------------------- | --------------------------------------------------- | ------------------------------------------------ |
| група «А» (команди «силових» структур)                         | Міноборони                         | Адміністрація державної прикордонної служби України | Міністерство внутрішніх справ України            |
| група «В» (команди міністерств)                                | Мінфін                             | Міністерство закордонних справ України              | Верховна рада України                            |
| група «С» (команди інших центральних органів виконавчої влади) | Державна служба статистики України | Держаудитслужба                                     | Державне агентство з питань запобігання корупції |

### Риболовний спорт
| Назва групи                                                    | I місце                                               | II місце                              | III місце                                       |
| -------------------------------------------------------------- | ----------------------------------------------------- | ------------------------------------- | ----------------------------------------------- |
| група «А» (команди «силових» структур)                         | Адміністрація прикордонної служби України             | Міністерство внутрішніх справ України | Державна служба України з надзвичайних ситуацій |
| група «В» (команди міністерств)                                | Міністерство молоді та спорту України                 | Міністерство культури України         | Верховна Рада України                           |
| група «С» (команди інших центральних органів виконавчої влади) | Державний комітет телебачення і радіомовлення України | Фонд державного майна України         | Державна служба геології та надр України        |

### Сквош
Сквош вперше увійшов до переліку видів спорту, за якими проводяться змагання в рамках спартакіади.
| Назва групи                                                    | I місце                                                                                         | II місце                           | III місце                            |
| -------------------------------------------------------------- | ----------------------------------------------------------------------------------------------- | ---------------------------------- | ------------------------------------ |
| група «А» (команди «силових» структур)                         | МВС                                                                                             |                                    |                                      |
| група «В» (команди міністерств)                                | Офіс Президента України                                                                         | Міністерство фінансів України      | Міністерство освіти і науки України  |
| група «С» (команди інших центральних органів виконавчої влади) | Національна комісія, що здійснює державне регулювання у сферах енергетики та комунальних послуг | Державна служба статистики України | Державна казначейська служба України |

### Волейбол
| Назва групи                                                    | I місце                                                                               | II місце                     | III місце                            |
| -------------------------------------------------------------- | ------------------------------------------------------------------------------------- | ---------------------------- | ------------------------------------ |
| група «А» (команди «силових» структур)                         | МВС                                                                                   |                              |                                      |
| група «В» (команди міністерств)                                | Офіс Президента України                                                               | Міністерство юстиції України | Міністерство фінансів України        |
| група «С» (команди інших центральних органів виконавчої влади) | Державна служба України з питань безпечності харчових продуктів та захисту споживачів | Держаудитслужба              | Державна казначейська служба України |

### Боулінг
| Назва групи                                                    | I місце                       | II місце                            | III місце                                                                                              |
| -------------------------------------------------------------- | ----------------------------- | ----------------------------------- | --- |
| група «А» (команди «силових» структур)                         | МВС                           |                                     | |
| група «В» (команди міністерств)                                | Міністерство фінансів України | Міністерство освіти і науки України | Міністерство ветеранів, з питань тимчасово окупованих територій та внутрішньо переміщених осіб України |
| група «С» (команди інших центральних органів виконавчої влади) | НАЗК                          | Держаудитслужба                     | Національна комісія, що здійснює державне регулювання у сферах енергетики та комунальних послуг        |

### Настільний теніс
| Назва групи                                                    | I місце                            | II місце                                                                               | III місце                    |
| -------------------------------------------------------------- | ---------------------------------- | -------------------------------------------------------------------------------------- | ---------------------------- |
| група «А» (команди «силових» структур)                         | МВС                                |                                                                                        |                              |
| група «В» (команди міністерств)                                | Міністерство фінансів України      | Кабінет Міністрів України                                                              | Міністерство юстиції України |
| група «С» (команди інших центральних органів виконавчої влади) | Державна служба статистики України | Національна комісія, що здійснює державне регулювання у сфері ринків фінансових послуг | Державна казначейська служба |

### Кульова стрільба
| Назва групи                                                    | I місце                            | II місце                                 | III місце                           |
| -------------------------------------------------------------- | ---------------------------------- | ---------------------------------------- | ----------------------------------- |
| група «А» (команди «силових» структур)                         | МВС                                | Міноборони                               |                                     |
| група «В» (команди міністерств)                                | Офіс Президента України            | Міністерство соціальної політики України | Міністерство інфраструктури України |
| група «С» (команди інших центральних органів виконавчої влади) | Державна служба статистики України | Фонд державного майна України            | Державна авіаційна служба України   |

### Шахи
| Назва групи                                                    | I місце               | II місце                                        | III місце                                                                                       |
| -------------------------------------------------------------- | --------------------- | ----------------------------------------------- | ----------------------------------------------------------------------------------------------- |
| група «А» (команди «силових» структур)                         | Міноборони            | МВС                                             |                                                                                                 |
| група «В» (команди міністерств)                                | Верховна Рада України | Офіс Президента України                         | Міністерство фінансів України                                                                   |
| група «С» (команди інших центральних органів виконавчої влади) | Держаудитслужба       | Державна служба фінансового моніторингу України | Національна комісія, що здійснює державне регулювання у сферах енергетики та комунальних послуг |

### Більярд «Пул»
| Назва групи                                                    | I місце                            | II місце                                        | III місце                                     |
| -------------------------------------------------------------- | ---------------------------------- | ----------------------------------------------- | --------------------------------------------- |
| група «А» (команди «силових» структур)                         | МВС                                | Державна служба України з надзвичайних ситуацій | Міноборони                                    |
| група «В» (команди міністерств)                                | Міністерство фінансів України      | Міністерство молоді та спорту України           | Офіс Президента України                       |
| група «С» (команди інших центральних органів виконавчої влади) | Державна служба статистики України | Державна служба фінансового моніторингу України | Державний комітет телебачення і радіомовлення |

### Більярд «Піраміда»
| Назва групи                                                    | I місце                                         | II місце                          | III місце                                                                                       |
| -------------------------------------------------------------- | ----------------------------------------------- | --------------------------------- | ----------------------------------------------------------------------------------------------- |
| група «А» (команди «силових» структур)                         | Державна служба України з надзвичайних ситуацій | МВС                               | Міноборони                                                                                      |
| група «В» (команди міністерств)                                | Верховна Рада України                           | Офіс Президента України           | Міністерство фінансів України                                                                   |
| група «С» (команди інших центральних органів виконавчої влади) | Державна служба фінансового моніторингу України | Державна авіаційна служба України | Національна комісія, що здійснює державне регулювання у сферах енергетики та комунальних послуг |

### Футзал
| Назва групи                                                    | I місце                                             | II місце                          | III місце                                                                                       |
| -------------------------------------------------------------- | --------------------------------------------------- | --------------------------------- | ----------------------------------------------------------------------------------------------- |
| група «А» (команди «силових» структур)                         | МВС                                                 | Міноборони                        |                                                                                                 |
| група «В» (команди міністерств)                                | Міністерство цифрової трансформації України         | Кабінет Міністрів України         | Міністерство фінансів України                                                                   |
| група «С» (команди інших центральних органів виконавчої влади) | Національне агентство з питань запобігання корупції | Державна авіаційна служба України | Національна комісія, що здійснює державне регулювання у сферах енергетики та комунальних послуг |